# Station Sourbrodt
Station Sourbrodt is een voormalig spoorwegstation langs de Belgische spoorlijn 48 (Vennbahn) bij de plaats Sourbrodt in de gemeente Weismes. Van 1991 tot 2001 werd de lijn toeristisch geëxploiteerd door de vzw. Vennbahn. Sinds 2004 kan er tussen Kalterherberg en Sourbrodt met draisines (spoorfietsen) gereden worden. Het station werd ook gebruikt voor reizigers naar Kamp Elsenborn.
0,0: Stolberg (Rheinl) Hbf ·
1,1: Stolberg-Schneidmühle ·
2,5: Stolberg Mühlener Bahnhof ·
3,2: Stolberg-Rathaus ·
3,7: Stolberg Altstadt ·
3,8: Stolberg Hammer ·
8,9: Breinig ·
11,7: Hahn ·
13,2: Walheim ·
14,6: Schmithof ·
0,7: Raeren ·
11,7: Roetgen ·
18,2: Roetgen-Süd ·
20,6: Lammersdorf ·
24,2: Konzen ·
28,8: Monschau ·
35,8: Kalterherberg ·
42,8: Sourbrodt ·
Robertville ·
48,1: Nidrum ·
50,1: Weywertz ·
52,8: Faymonville ·
55,3: Waimes ·
58,2: Ondenval ·
62,0: Montenau ·
65,5: Born ·
72,4: Sankt Vith